# Francisco Antonio Fernandez de Velasco y Tovar
Pour les articles homonymes, voir Velasco et Tovar.
Francisco Antonio Fernandez de Velasco y Tovar, né à Madrid le 5 septembre 1649 et mort à Séville le 23 mars 1716, a été vice-roi de Catalogne de 1696 à 1697 sous le règne de Charles II d'Espagne, et de 1703 à 1705, durant le règne de Philippe V d'Espagne.

## Biographie
Francisco Antonio Fernandez de Velasco y Tovar était le fils illégitime de Íñigo Melchor Fernández de Velasco (1629-1696), 7e duc de Frías, connétable de Castille (1652-1696).
Dans sa jeunesse, il a combattu au Portugal, en Flandre et en 1674 en Catalogne contre les Français. Il fut nommé gouverneur militaire de Ceuta et Cadix avant de devenir vice-roi de Catalogne en 1696. C'est en tant que tel qu'il fut confronté en 1697 à une invasion de troupes françaises commandées par Louis Joseph de Bourbon, duc de Vendôme qui assiégea et prit Barcelone le 10 août. Velasco y Tovar fut alors relevé de ses fonctions et remplacé par Diego Hurtado de Mendoza y Sandoval, Condé de la Corzana.
Après le déclenchement de la guerre de succession d'Espagne, en tant que fidèle partisan du gouvernement central et du nouveau roi Philippe V d'Espagne, il fut de nouveau nommé vice-roi de Catalogne en 1703 à la place du prince Georges de Hesse-Darmstadt, qui était trop pro-catalan et pro-Habsbourg. Il réprima d'une main de fer toute opposition contre le gouvernement central et put repousser une tentative de débarquement des forces britanniques et catalanes en 1704. Mais en 1705, il fut incapable de résister à une seconde attaque contre la ville, à la suite de laquelle Barcelone et toute la Catalogne passa au camp de Charles de Habsbourg, prétendant autrichien à la couronne espagnole vacante.
Il est allé vivre à Malaga et a participé au siège raté de Barcelone (1706).